# Френетт, Питер
Питер Френетт (англ. Peter Frenette) род. 24 февраля 1992 года в Порт-Джефферсоне — американский прыгун с трамплина, участник Олимпийских игр в Ванкувере.
В Кубке мира Френетт дебютировал 15 января 2011 года на этапе в Саппоро, а на следующий день, в первый раз попал в двадцатку лучших на этапах Кубка мира, заняв 18-е место. В рамках Континентального кубка имеет в своём активе одно попадание в тройку лучших.
На Олимпиаде-2010 в Ванкувере, принимал участие во всех трёх дисциплинах: нормальный трамплин — 41-е место, большой трамплин — 32-е место, командные соревнования — 11-е место.
За свою карьеру принимал участие только в одном чемпионате мира. На чемпионате мира 2011 участвовал в одной дисциплине: большой трамплин — 35-е место. В квалификации на малом трамплине не стартовал.
Использует лыжи производства фирмы Fischer.